# Громадянська релігія
Громадянська релігія — сукупність релігійних цінностей, символів, обрядів і понять, які забезпечують національну або політичну єдність.

Це релігія, яка об'єднує суспільство, незалежно від віросповідання на основі загальних символів, ритуалів і ідей, які приймаються більшістю громадян країни як священні, які підносять громадян над буденністю і об'єднують народ в одне ціле - націю.
Відмінною рисою громадянської релігії є її зв'язок з державною владою. Держава використовує релігію і символи для здійснення своїх політичних цілей.

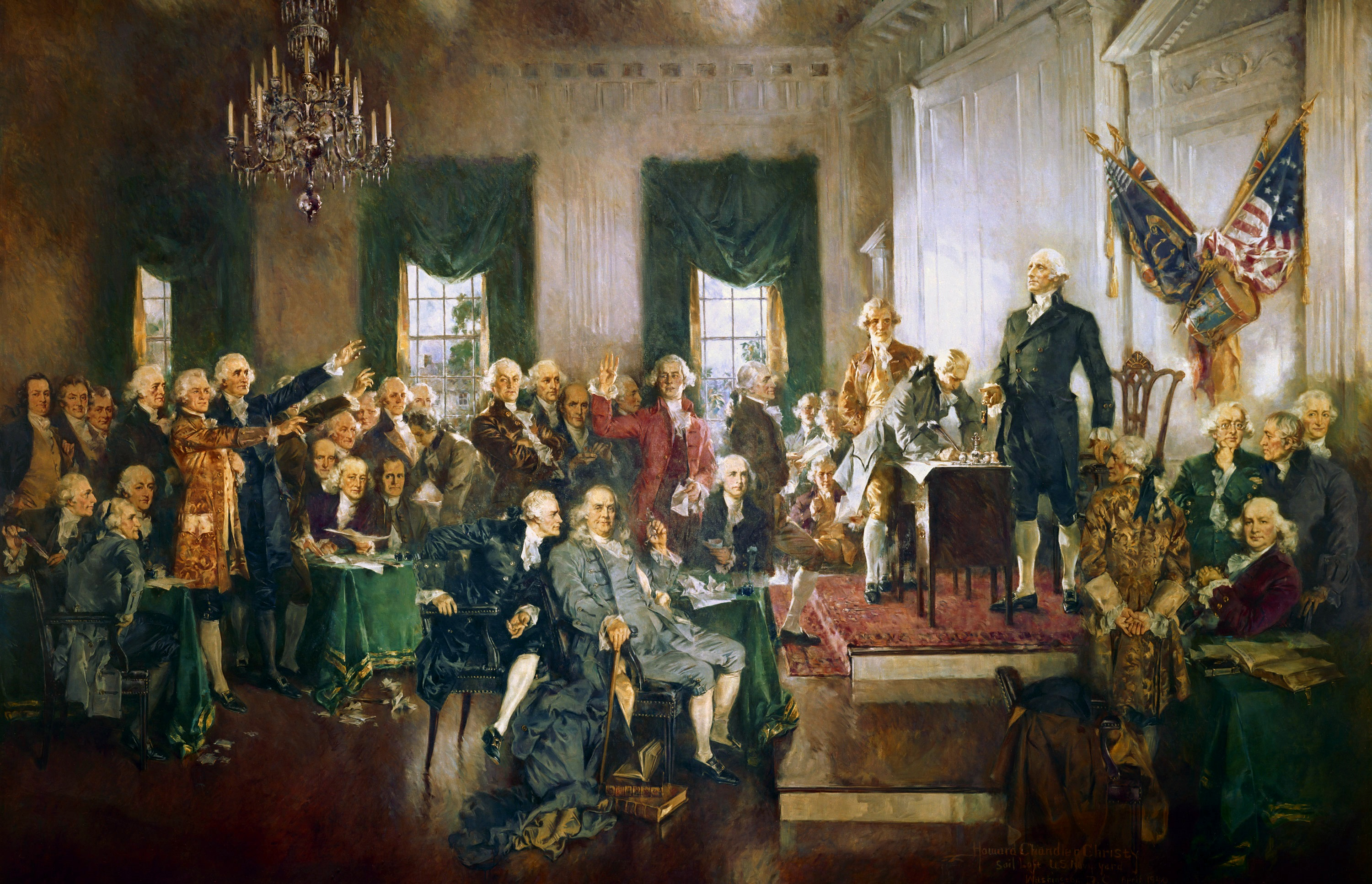
Howard Chandler Christy (1873–1952). Scene at the Signing of the Constitution of the United States, 1940.

Характерні особливості громадянської релігії можна простежити з епохи античності. У Стародавньому Римі імператори були головними жерцями в державному культі і були об'єктом загального поклоніння. Саме поняття "громадянська релігія" – термін, який запровадив Жан-Жак Руссо (1712–1778), зокрема у контексті суспільного договору. Передбачалось, що завдяки догмам громадянської релігії, суспільство буде іти на поступки власної свободи та благополуччя в обмін на захист своїх прав. Руссо викладає прості догми громадянської релігії: прийдешність життя, нагорода за чесноту і покарання за порок, виключення релігійної нетерпимості.
Соціологічного значення термін громадянська релігія набув завдяки американському соціологу Роберту Нілу Беллу, зокрема у його статті «Громадянська релігія в Америці». Американський соціолог проаналізував чинники існування громадянської релігії в інавгураційній промові 35-го Президента США Джона Фіцджеральда Кеннеді. Роберт Белл також звернув увагу на релігійний аспект американської декларації про незалежність. Серед іншого, американський патролог та історик Ярослав Пелікан тлумачив Конституцію США у термінах громадянської релігії як «американське Святе Письмо». Попри винайдення терміна «громадянська релігія» у Європі, переважно він використовувався в американському контексті.

## Види релігії
В цьому розділі Жан-Жак Руссо виділяє три роди релігії по відношенню до суспільства:
- релігія людини
- релігія громадянина
- релігія священницька

Говорячи про другий вид релігії, він вказував на релігію громадянина. Ця релігія: "… дає їй своїх богів, своїх власних патронів і покровителів. У неї свої догмати, свої обряди, свій зовнішній культ, приписуваний законами; виключаючи ту єдину націю, яка їй вірна, все інше для неї є щось неправильне, чуже, варварське; вона поширює свої обряди не далі своїх вівтарів ".
Говорячи про третю релігії, Жан-Жак Руссо визначає її як дивну і надзвичайну: «… ця релігія, даючи людям два законодавства, двох правителів, дві вітчизни, накладає на них взаємовиключні обов'язки і заважає їм бути одночасно побожними і громадянами».